# Campeonato Mundial de Esquí Nórdico 2013 – Relevos 4 x 10 km masculino
El evento de Relevos 4 × 10 km masculino de esquí de fondo del Campeonato Mundial de Esquí Nórdico de 2013 tuvo lugar el 1 de marzo de 2013.

## Resultado
La carrera comenzó a las 13:30 (hora local).
| Pos.              | Nº | País            | Atleta                                                                   | Tiempo                                    | Dif. de tiempo |
| ----------------- | -- | --------------- | ------------------------------------------------------------------------ | ----------------------------------------- | -------------- |
| Medalla de oro    | 1  | Noruega         | Tord Asle Gjerdalen Eldar Rønning Sjur Røthe Petter Northug              | 1:41:37.2 27:13.7 26:34.3 23:30.0 24:19.2 |                |
| Medalla de plata  | 2  | Suecia          | Daniel Richardsson Johan Olsson Marcus Hellner Calle Halfvarsson         | 1:41:38.4 27:17.1 26:31.6 23:27.9 24:21.8 | +1.2           |
| Medalla de bronce | 7  | Rusia           | Evgeniy Belov Maxim Vylegzhanin Alexander Legkov Sergey Ustiugov         | 1:41:39.6 27:31.7 26:15.5 23:28.8 24:23.6 | +2.4           |
| 4                 | 5  | Italia          | Dietmar Nöckler Giorgio di Centa Roland Clara David Hofer                | 1:41:39.8 27:18.8 26:26.4 23:33.1 24:21.5 | +02.6          |
| 5                 | 4  | Finlandia       | Sami Jauhojärvi Ville Nousiainen Lari Lehtonen Matti Heikkinen           | 1:41:48.9 27:18.0 27:34.8 23:49.0 23:07.1 | +11.7          |
| 6                 | 9  | Suiza           | Curdin Perl Dario Cologna Toni Livers Remo Fischer                       | 1:41:50.2 27:32.2 26:12.4 23:55.3 24:10.3 | +13.0          |
| 7                 | 3  | Alemania        | Hannes Dotzler Tobias Angerer Tim Tscharnke Axel Teichmann               | 1:42:22.7 27:13.4 26:34.2 23:43.1 24:52.0 | +45.5          |
| 8                 | 6  | Japón           | Hiroyuki Miyazawa Keishin Yoshida Nobu Naruse Akira Lenting              | 1:42:31.4 27:16.7 26:56.7 23:58.4 24:19.6 | +54.2          |
| 9                 | 11 | Francia         | Mathias Wibault Maurice Manificat Robin Duvillard Ivan Perrillat Boiteux | 1:42:32.8 27:23.9 27:27.6 23:23.3 24:18.0 | +55.6          |
| 10                | 14 | Estados Unidos  | Andrew Newell Kris Freeman Noah Hoffman Tad Elliott                      | 1:42:38.6 27:17.5 27:27.3 23:30.3 24:23.5 | +1:01.4        |
| 11                | 8  | República Checa | Jiří Magál Lukáš Bauer Aleš Razym Martin Jakš                            | 1:42:42.6 27:23.6 26:49.3 24:22.8 24:06.9 | +1:05.4        |
| 12                | 12 | Canadá          | Len Väljas Devon Kershaw Ivan Babikov Alex Harvey                        | 1:44:16.5 27:25.0 28:06.9 24:25.6 24:19.0 | +2:39.3        |
| 13                | 13 | Kazajistán      | Sergey Cherepanov Alexey Poltoranin Nikolay Chebotko Yevgeniy Velichko   | 1:44:52.7 29:00.6 27:04.8 24:14.1 24:33.2 | +3:15.5        |
| 14                | 16 | Bielorrusia     | Michail Semenov Sergei Dolidovich Aliaksei Ivanou Alexander Lasutkin     | 1:45:03.5 27:24.7 28:48.3 24:09.3 24:41.2 | +3:26.3        |
| 15                | 10 | Estonia         | Peeter Kümmel Karel Tammjärv Eeri Vahtra Aivar Rehemaa                   | 1:47:19.2 28:39.9 28:42.3 24:54.4 25:02.6 | +5:42.0        |
| 16                | 18 | Polonia         | Maciej Kreczmer Sebastian Gazurek Maciej Staręga Jan Antolec             | 1:48:01.7 27:30.3 28:42.1 26:01.6 25:47.7 | +6:24.5        |
| 17                | 17 | Ucrania         | Vitaliy Shtun Oleksii Krasovskyi Myroslav Bilosyuk Ruslan Perekhoda      | 1:48:20.6 27:30.9 29:52.3 25:03.6 25:53.8 | +6:43.4        |
|                   | 15 | Dinamarca       | Lasse Mølgaard Karl Peter Kristensen Lasse Hulgaard Rasmus Jensen        | no finalizaron 30:04.6                    | +9:99.9 !      |